# Jirmejahu Oskar Neumann
Jirmejahu Oskar Neumann, meist nur Oskar Neumann, (geboren 3. Oktober 1894 in Brüx, Böhmen, Österreich-Ungarn; gestorben 26. April 1981 in Moschaw Be’er Tuvia, Israel) war ein tschechoslowakisch-israelischer jüdischer Journalist und Schriftsteller deutscher Sprache.

## Leben
Oskar Neumann stammte aus dem assimilierten westböhmischen Judentum und wuchs im deutschen Kulturkreis auf.  Er studierte in Prag und Wien Jura und wurde 1922 in Wien promoviert.
Er kam 1920 nach Bratislava und arbeitete als Angestellter beim slowakischen Zuckerkartell. 1928 ging er in den Journalismus und wurde Redakteur und Schriftleiter der „Jüdischen Volkszeitung“ in Bratislava. Er war Mitglied der Jüdischen Partei der Tschechoslowakei. 1931 unternahm er als Anhänger des Zionismus eine Reise nach Eretz Israel. Durch seine Mitarbeit in der tschechoslowakischen Organisation des zionistischen Jüdischen Nationalfonds war er in der Lage, 1939 nach der deutschen Okkupation des tschechischen Teils der Tschechoslowakei die zionistischen Organisationen der Slowakei zusammenzuhalten und in der Illegalität zu führen. Dies wurde mit ihrem Verbot 1940 erforderlich. 1941 wurde er Mitglied der Leitung in der Zwangsorganisation „Judenzentrale der Slowakei“. Als die deutschen Okkupanten von den Juden in der Slowakei die Wahl eines Judenältesten verlangten, wurde er dazu bestimmt.
Parallel zur offiziellen Arbeit lief die illegale Arbeit der jüdischen Organisation, in der es anfänglich wenigstens zum Teil gelang, in die Slowakei geflohenen Juden aus anderen Herrschaftsbereichen der Deutschen, wie Polen und dem Reichsprotektorat Böhmen und Mähren, einen Unterschlupf oder die illegale Weiterreise in die ungarisch besetzen Gebiete der Slowakei oder nach Ungarn zu organisieren, solange dort die Judenverfolgung noch nicht eingesetzt hatte. Nur ein geringer Teil der slowakischen Juden konnte vor den 1942 einsetzenden Deportationen in die im Generalgouvernement eingerichteten Konzentrationslager bewahrt werden.
Im Herbst 1944 wurde Neumann im Konzentrationslager in Sereď inhaftiert und von dort in das Ghetto Theresienstadt überstellt, wo er 1945 befreit wurde.
Nach Kriegsende wurde er zum Vorsitzenden der Histadrut der Tschechoslowakei gewählt. Im Jahr 1946 wanderte er nach Palästina aus und wurde Beamter in der Verwaltung des Staates Israel. Er nahm den Namen Jirmejahu Oskar Neumann an. Als Pensionär starb er 1981 im Kibbuz  Be’er Tuvia.
Seinen ersten Lyrikband veröffentlichte er 1924. Er schrieb auch Erzählungen und ein Theaterstück. Seine letzte Buchveröffentlichung eines poetischen Werkes stammt aus dem Jahr 1935. Nachdem er durch die nationalsozialistische und slowakische Judenverfolgung in Anspruch genommen worden war, veröffentlichte er erst 1956 in Israel eine autobiografische Schrift über die Zeit des Nationalsozialismus in der Slowakei und 1970 eine Biografie der 1944 deportierten und ermordeten Kampfgefährtin Gisi Fleischmann. Er war Mitglied im Verband deutschsprachiger Schriftsteller Israels.

## Werke (Auswahl)
- Gisi Fleischmann: die Geschichte einer Kämpferin. Departement für Organisation und Erziehung der Welt-Exekutive der Wizo, Tel Aviv 1970
- Im Schatten des Todes. Ein Tatsachenbericht vom Schicksalskampf des slowakischen Judentums. Olamenu, Tel Aviv 1956
- Gottes Zigeuner. Neue Verse. Eos-Verlag, Bratislava 1935
- Fahrt nach Osten. Impressionen einer Erez-Israel-Fahrt. Nekudah-Verlag, Mukačevo 1933
- Rote Perlen. Neue Verse. Nekudah-Verlag, Mukačevo 1931
- Flucht aus der Zeit. Neue Verse. C. F. Wigand-Verlag, Bratislava 1929
- Aus dem Buche Ewigkeit. S. Steiner Verlag, Bratislava 1926
- Zwischen zwei Dunkeln. Gesänge. S. Steiner Verlag, Bratislava 1924
- Ruth: ein Menschheitsspiel. Dramatisches Gedicht. S. Steiner Verlag, Bratislava 1923